# Palazzo della Loggia
(Itinerario del 1536 per la Terraferma veneta di Giovanni da San Foca, Biblioteca Nazionale Marciana di Venezia (BNMVe), ms. It. vi 209 (5433), f. 92r-v.)
Il Palazzo della Loggia, più semplicemente conosciuto come la Loggia o Loggia, è un palazzo rinascimentale di Brescia. Edificato e rimaneggiato in diverse fasi a partire dal 1492, anno di avvio della fabbrica, si configura come uno dei principali edifici storici cittadini ed anche come il maggiore esempio dell'architettura rinascimentale bresciana, costituendo inoltre uno dei principali simboli della città di Brescia. Il palazzo sorge nel contesto della rinascimentale piazza della Loggia, più precisamente sul lato occidentale della stessa.
Voluto e commissionato dalle autorità comunali per ospitare gli uffici delle magistrature cittadine, è stato ideato e progettato nel tempo da svariati e rinomati architetti, tra i quali figurano Jacopo Sansovino, Tommaso Formenton, Giovanni Antonio Rusconi, Andrea Palladio e Luigi Vanvitelli. La grande sala di cui era dotato al piano superiore, decorata dalle tre Allegorie di Brescia dipinte dal Tiziano, sono andate perdute a seguito di un rovinoso incendio nel 1575, che ne ha compromesso sia la copertura sia appunto il piano superiore.

L'edificio risulta avere una storia tribolata e complessa, dal momento che la sua costruzione è stata interrotta da eventi politici e militari, che ne hanno rallentato o addirittura fermato i cantieri in più occasioni. Tale fabbrica e costruzione ricalcano in effetti le vicende della stessa storia di Brescia. A partire dal Novecento il palazzo rinascimentale funge da sede della giunta comunale di Brescia.

## Storia

### Una prima Loggia nella nuova piazza

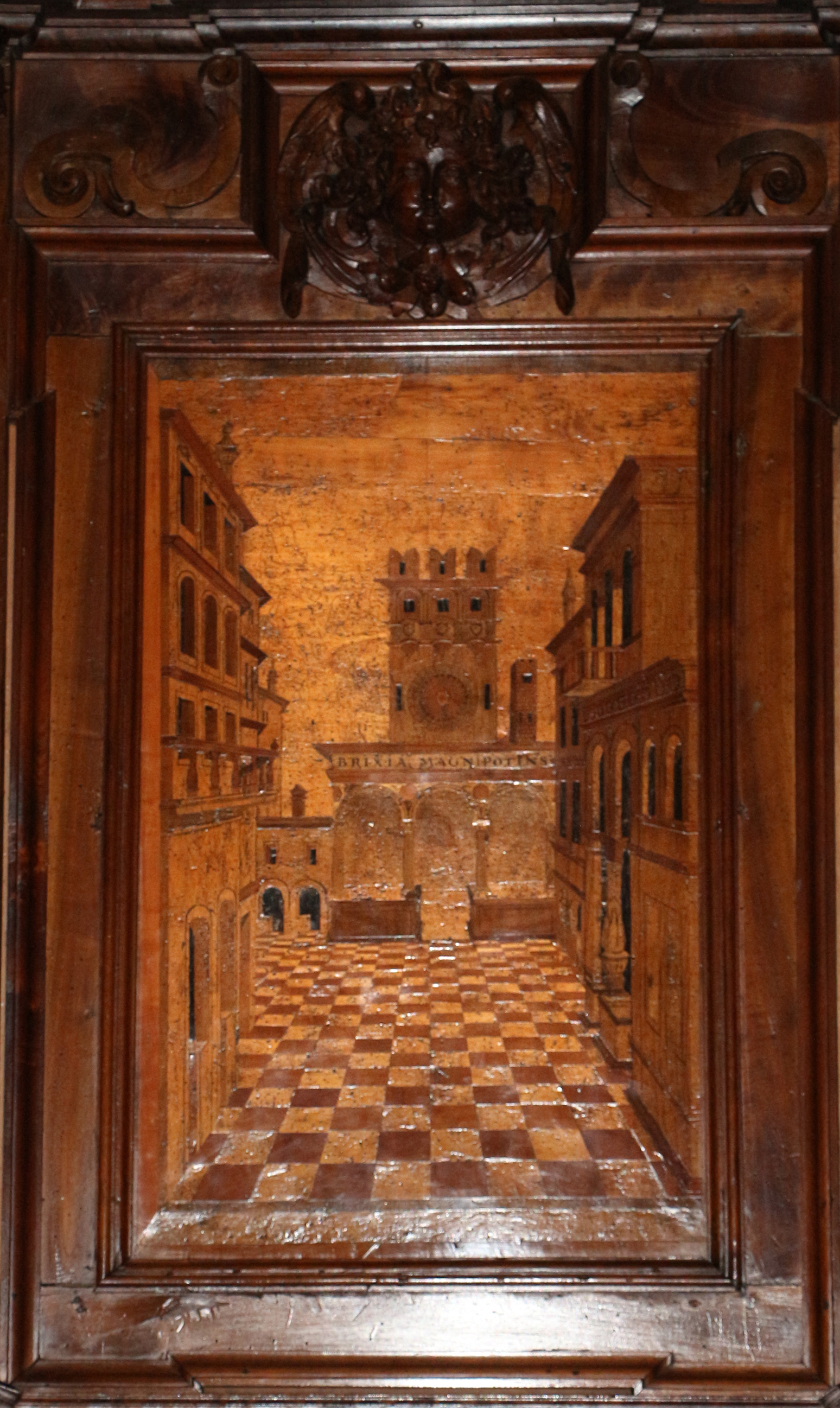
Piazza della Loggia raffigurata in una tarsia lignea, conservata nel coro della chiesa dei Santi Bartolomeo e Stefano a Bergamo.

Nel corso del XV secolo Brescia si presentava come una città priva di una pubblica piazza, vista la mancanza di uno spazio funzionale alle adunanze pubbliche. L'immagine che emergeva del capoluogo lombardo era dunque «deformata et inordinata», e l'inaugurazione di una nuova piazza «avrebbe dovuto costituire ad un tempo il luogo di rappresentanza del governo veneziano ed il nuovo centro urbano».
Dopo aver liberato lo spazio precedentemente occupato, in piazza della loggia, da viuzze e casupole, le autorità cittadine vollero dotare la stessa piazza di nuovi edifici, tra i quali sarebbe stato primario per importanza una loggia, su modello di altre città italiane. Una prima struttura loggiata fu eretta nel 1436, su disegno dell'architetto ducale Niccolò Lupo. Questo primo palazzo era dotato di affreschi esterni raffiguranti i vescovi bresciani Filastrio ed Apollonio, realizzati dal pittore Alessandro d'Ardesio. La struttura, inoltre, era coronata da una statua raffigurante san Marco, evidente omaggio alla signoria della Serenissima.
Già a partire dagli anni '60 del Quattrocento si era manifestata la necessità, per le autorità cittadine, di riunirsi in un ambiente sufficientemente grande e che fosse conforme, per decoro e sfarzo, alle cariche che avrebbe dovuto ospitare. Per questo motivo, dunque, fu deliberato il 8 luglio 1467 affinché fosse costruita una sala sopra la preesistente loggia e sopra il corso del fiume Garza: questo ambiente, utilizzato dai vari Consigli del caso una volta riunitisi, ospitò appunto gli uffici della Cancelleria, della Ragioneria e della Masseria.

### Le fondamenta sul fiume Garza

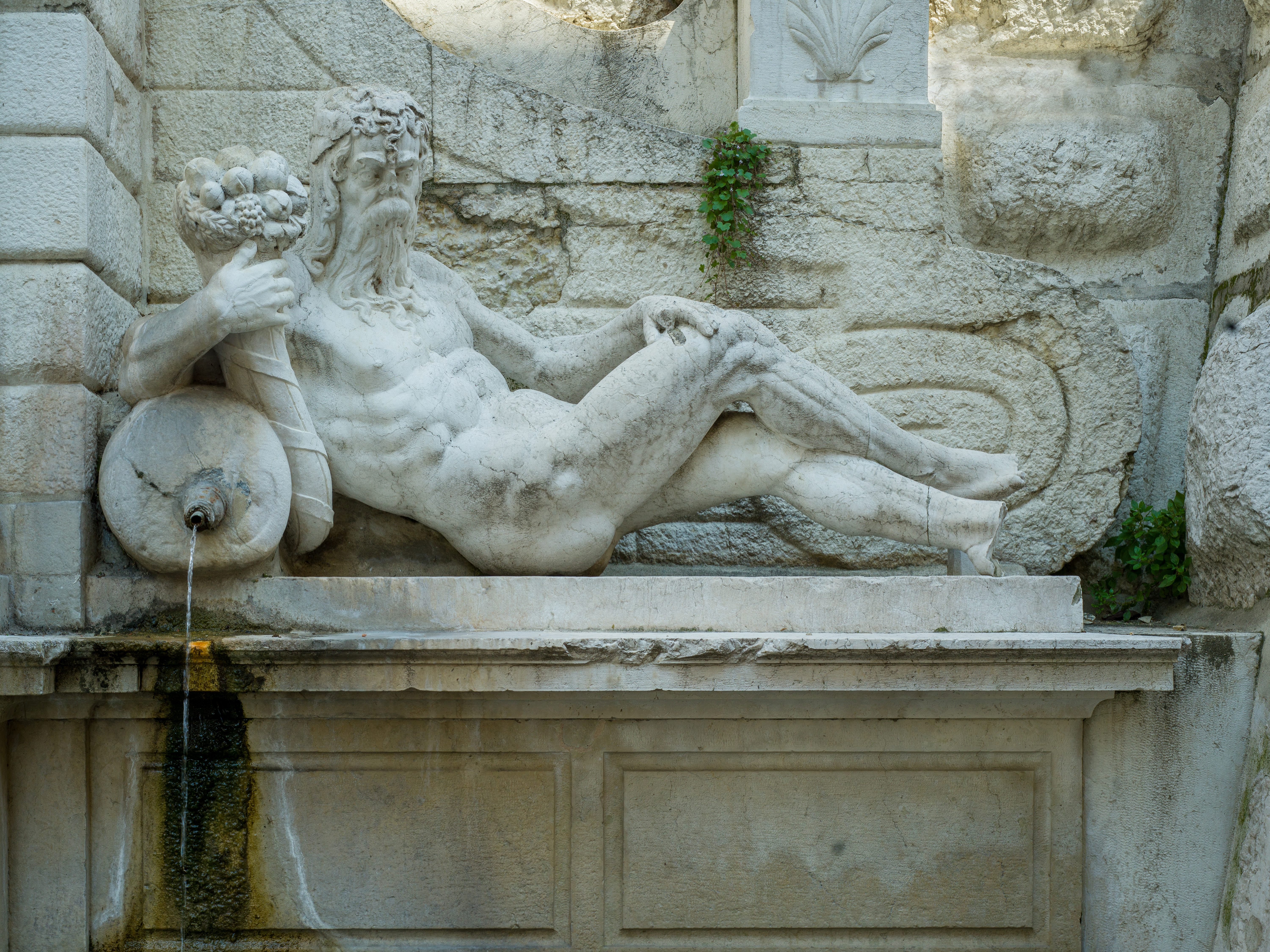
Allegoria del fiume Garza con cornucopia, facente parte del gruppo scultoreo della fontana di torre della Pallata. Il vaso del fiume scorreva anticamente dove sono state poi erette le fondamenta del moderno palazzo della Loggia; ad onor del vero, il vaso è stato solo interrato e ancora scorre al di sotto della fabbrica.

Furono poi cominciati i lavori che, sulla base dei progetti dell'allora ingegnere ducale e di altri tecnici ed architetti, avrebbero portato in seguito alla posa di alcune pietre sul letto del fiume Garza, in modo da potervi erigere, al di sopra, un'eventuale fabbrica molto più grande e stabilizzarla. il 15 dicembre 1477, a tal proposito, fu posta la prima pietra sul letto del medesimo fiume Garza. Baldassare Zamboni, tra l'altro, testimonia che:
(Baldassare Zamboni, cit., pp. 41-42.)
In ogni caso, le pietre poste in questa occasione sarebbero servite solamente come supporto, come già chiarito precedentemente. Infatti, sempre basandosi sulla testimonianza fornita dallo Zamboni, così viene detto:
(Baldassare Zamboni, ibidem.)
Sembra che, tuttavia, i lavori per la costruzione della volta sopra al Garza fossero interrotti da una grave epidemia di peste scoppiata nel 1478. A seguito di questo rallentamento dei lavori, quindi, il Consiglio Generale era incerto circa le eventuali soluzioni da adottare per il cantiere del palazzo. È solo dal 1489 in poi che fu ribadita la decisione già precedentemente adottata, ossia di collocare la fabbrica dell'edificio sul lato occidentale della piazza e al di sopra dello stesso Garza.

### La prima progettazione del palazzo: Donato Bramante e Tommaso Formenton

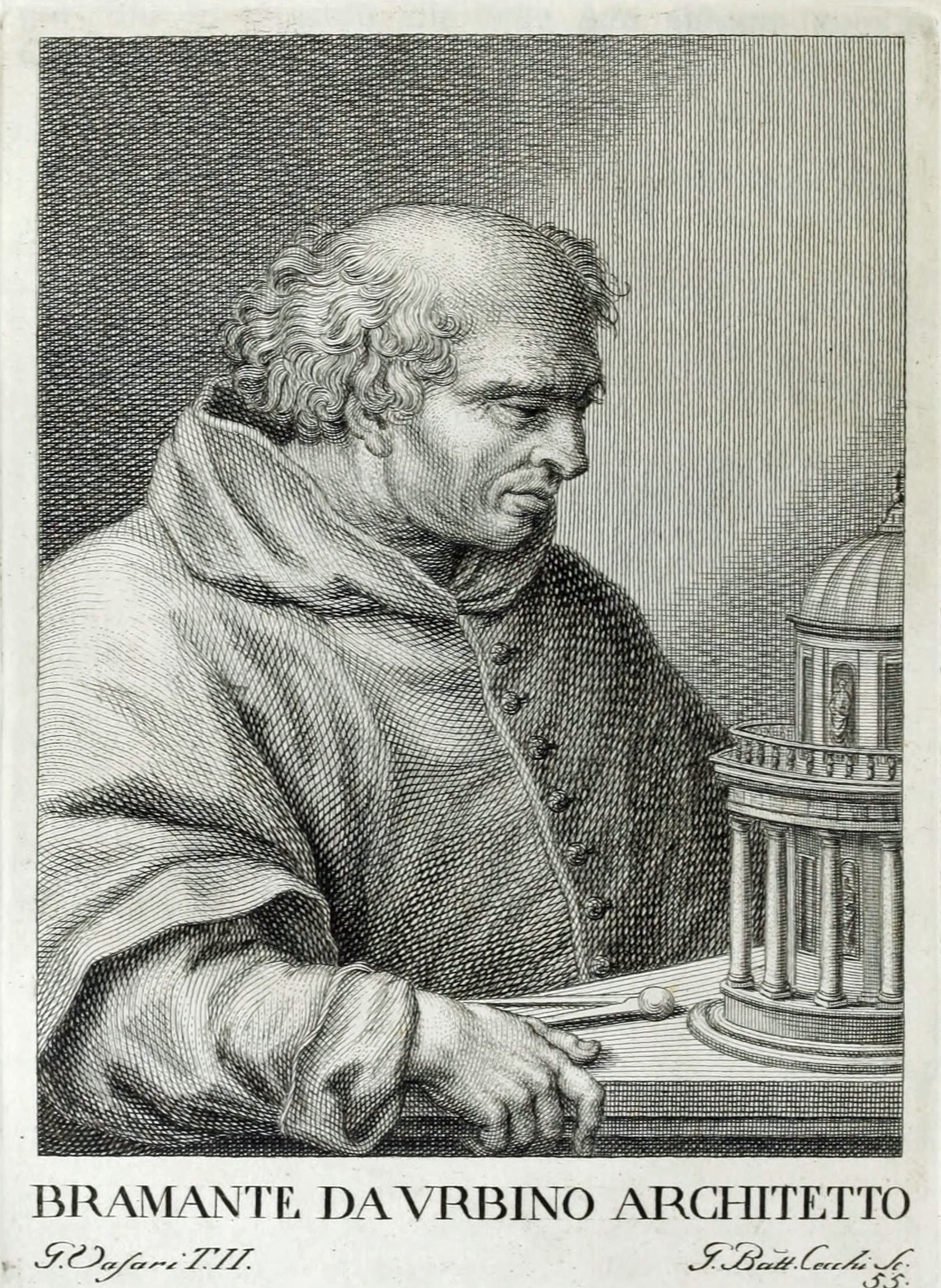
Ritratto di Donato Bramante, nell’edizione del 1769-75 delle Serie degli uomini i più illustri nella pittura, scultura, e architettura.

A questo punto, dunque, i deputati vollero accuratamente selezionare, tra i vari progetti presentati, il disegno che più fosse ritenuto idoneo per erigere il palazzo: tra le fonti antiche, a tal proposito, l'erudito Baldassare Zamboni avanzò nel corso del Settecento l'ipotesi secondo la quale il progetto dell'erigenda Loggia sarebbe attribuibile al Bramante.
Questa attribuzione risulta sostenuta da una tradizione critica piuttosto antica, addirittura riconducibile al XVI secolo, anche se al riguardo non esiste unanimità di opinioni. Ad onor del vero, anche lo stesso Zamboni avanza nella sua opera dubbi non trascurabili circa la presunta paternità del Bramante, visto che le presunte lettere, inviate dall'architetto urbinate alle autorità bresciane, non sono mai state rinvenute. Nondimeno, è da segnalare l'innegabile convergenza delle fonti moderne e degli studiosi, se non alla figura diretta del Bramante, perlomeno ad una cerchia di suoi fedeli.
Stando alle fonti, in ogni caso, pare che il primo progetto per l'erigendo palazzo consistette in un modellino in legno e venne presentato dall'architetto vicentino Tommaso Formenton, autore tra l'altro delle logge archiacute del palazzo della Ragione di Vicenza. Il medesimo consiglio bresciano, in data 6 agosto 1489, deliberò affinché fosse inviato in città il modello ligneo idea dal già citato architetto: oltre a questa disposizione, pare che lo stesso Formenton fosse propenso a venire di persona in città, affinché potesse illustrare ancora più chiaramente le sue idee circa il cantiere del palazzo pubblico.
È solo nel novembre del medesimo anno, tuttavia, che viene deciso dalle autorità municipali di visionare direttamente il modello dell'architetto vicentino: infatti, in data 6 novembre 1489, viene registrata la disposizione di condurre da Vicenza a Brescia il plastico in questione. Lo stesso Formenton, tra l'altro, si premurò di portare in prima persona il modello ligneo, trasportandolo da Vicenza con un carro trainato da quattro cavalli e accompagnato da un fante ed un aiutante. Per ripagarlo del viaggio e del vitto e alloggio, le autorità bresciane fecero preparare per l'architetto la somma di quaranta ducati d'oro.

### La preparazione della fabbrica e l'inaugurazione dei lavori

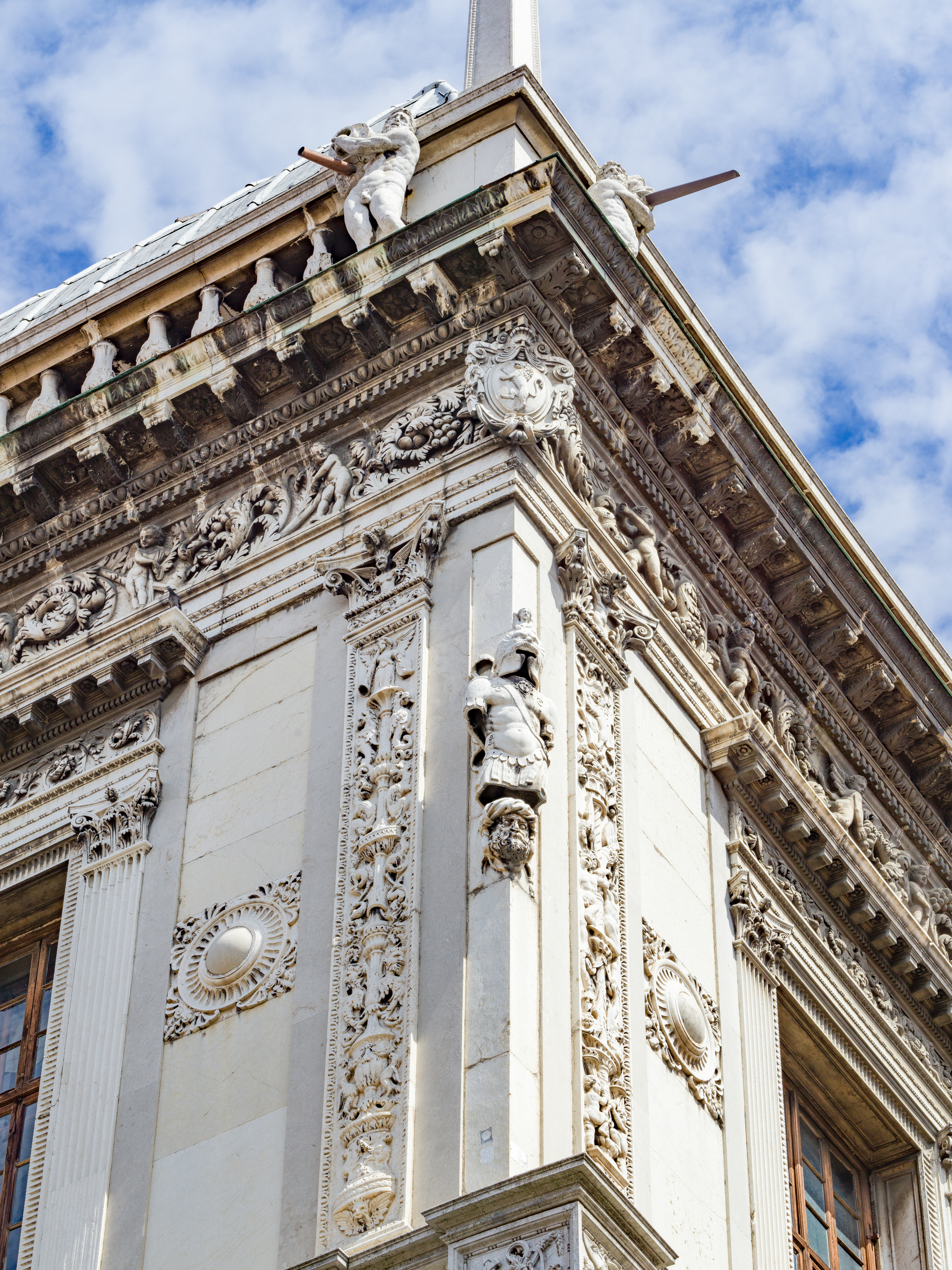
Trofeo (1499-1500), angolo sud-est di palazzo della Loggia.

A questo punto, come testimoniato ancora una volta dall'erudito Baldassare Zamboni, il consiglio generale cittadino si riunì molte volte e, anche alla luce del progetto presentato dal Formenton, fu ribadita all'inizio del 1490 la decisione di erigere la fabbrica del palazzo sul lato occidentale della piazza, al di sopra del Garza: finalizzato a ciò, dunque, va inteso il grande progetto promosso dalle autorità municipali, secondo il quale furono comprate un gran numero di case ed abitazioni adiacenti alla vecchia Loggia, risalente infatti al XV secolo. La somma stanziata per tale scopo sembra che superasse i 3114 ducati d'oro, una cifra piuttosto alta e riportata sempre nella cronaca dello Zamboni.
Alla luce dell'ingente quantità di denaro appena spesa, dunque, va contestualizzata la ricerca di ulteriori risorse economiche delle autorità bresciane. Sempre nel 1491, infatti, vengono registrate molte altre riunioni del consiglio generale, che tuttavia non furono risolutive in tal senso. La questione trovò finalmente una risoluzione adeguata solo quando fu disposto che, per volontà unanime, fosse emessa una taglia semestrale di duemila ducati per due anni, decisione poi ratificata dallo stesso consiglio a fine agosto 1491. In tal modo fu dunque arginata la mancanza di capitali per finanziare i lavori del palazzo.
L'avvio del cantiere fu inaugurato durante una solenne manifestazione pubblica, appositamente organizzata per celebrare la fabbrica dell'erigendo palazzo: infatti, alla presenza dell'allora vescovo di Brescia, Paolo Zane, così come alla presenza di molti membri del clero, dei rettori della città, delle magistrature e di un gran numero di cittadini, fu posata la prima pietra e poi benedetta dallo stesso vescovo, in data 5 marzo 1492. Così, appunto, viene narrato dal cronista Elia Capriolo:
(Patrizio Spini, Il suplimento delle Historie bresciane, c. 239.)

### L'arrivo di Gasparo Cairano e le sculture della Loggia

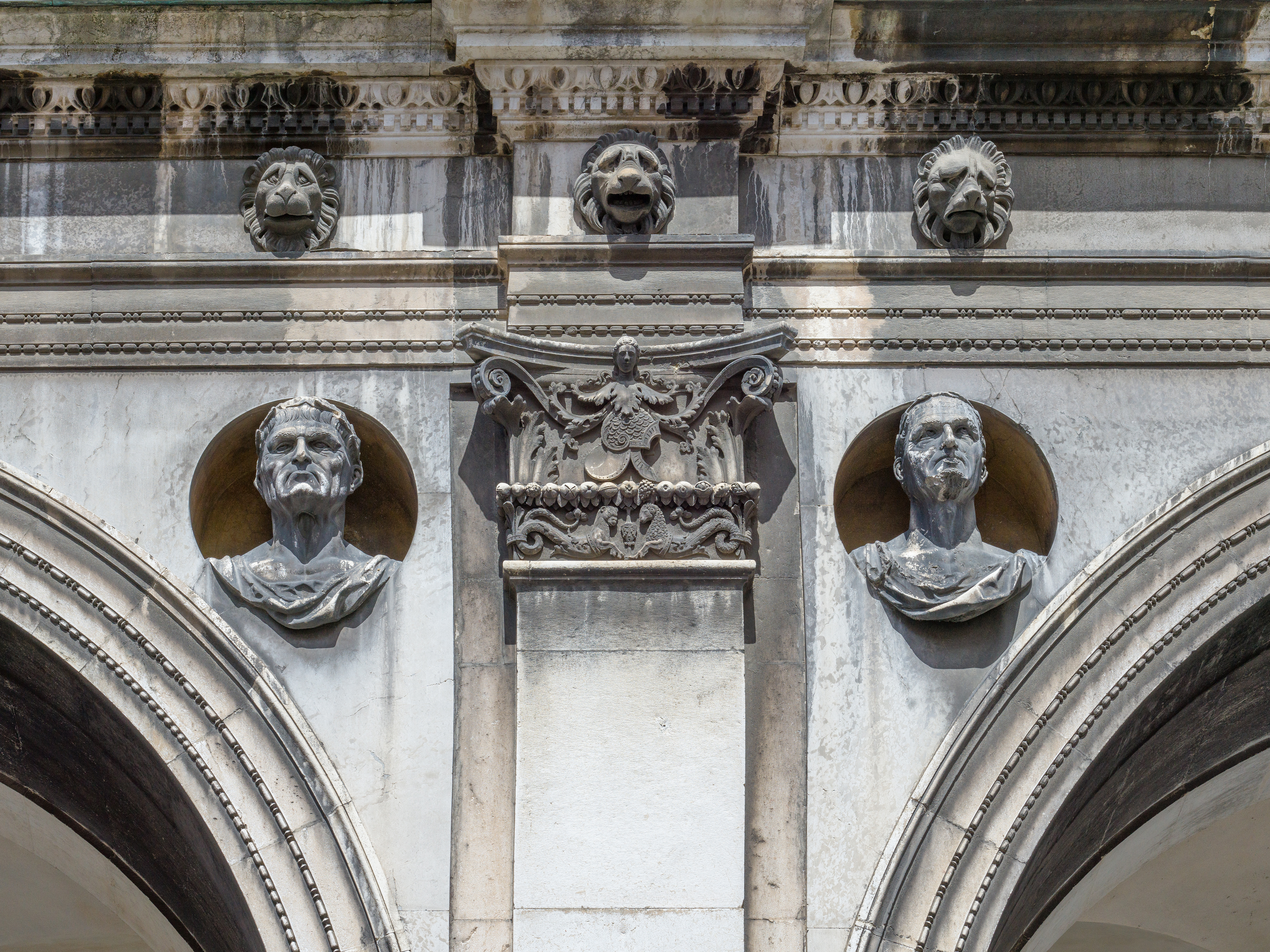
Busti di imperatori romani sul palazzo della Loggia, in piazza della Loggia a Brescia.

Il 30 agosto 1493 parte a pieno regime la produzione scultorea di Gasparo Cairano per il rivestimento esterno del costruendo palazzo della Loggia, con la consegna di "capita 5 imperatorum romanorum", ossia di cinque busti per il ciclo dei trenta Cesari, tra le massime opere della sua carriera artistica. La produzione dei busti si può ricondurre, a livello generale, a una rielaborazione moderna della ritrattistica antica e delle fonti che la rappresentavano, anche in modo indiretto: nei busti più antichi, ossia quelli affacciati sulla piazza, si notano somiglianze con il ritratto di Bartolomeo Colleoni nel suo monumento di Andrea del Verrocchio a Venezia (il primo a sinistra), con una nota e molto diffusa effigie di Antonino Pio e con un ritratto di profilo di Nerone, a sua volta molto celebre all'epoca e qui riproposto in tre dimensioni.
Da notare come il ciclo dei Cesari non abbia eguali nella precedente produzione scultorea rinascimentale sul tema delle effigi imperiali e non solo per l'entità numerica, ma anche per le notevoli dimensioni di ogni esemplare. Gasparo Cairano, attraverso la produzione di questi Cesari e dei successivi ornati architettonici del palazzo, diventa quindi l'artefice di un desiderio comune alla committenza pubblica e privata bresciana, ossia tradurre nella pietra il proprio vanto per la discendenza storica dalla Roma antica e cavalcando così il fervore rinascimentale locale.

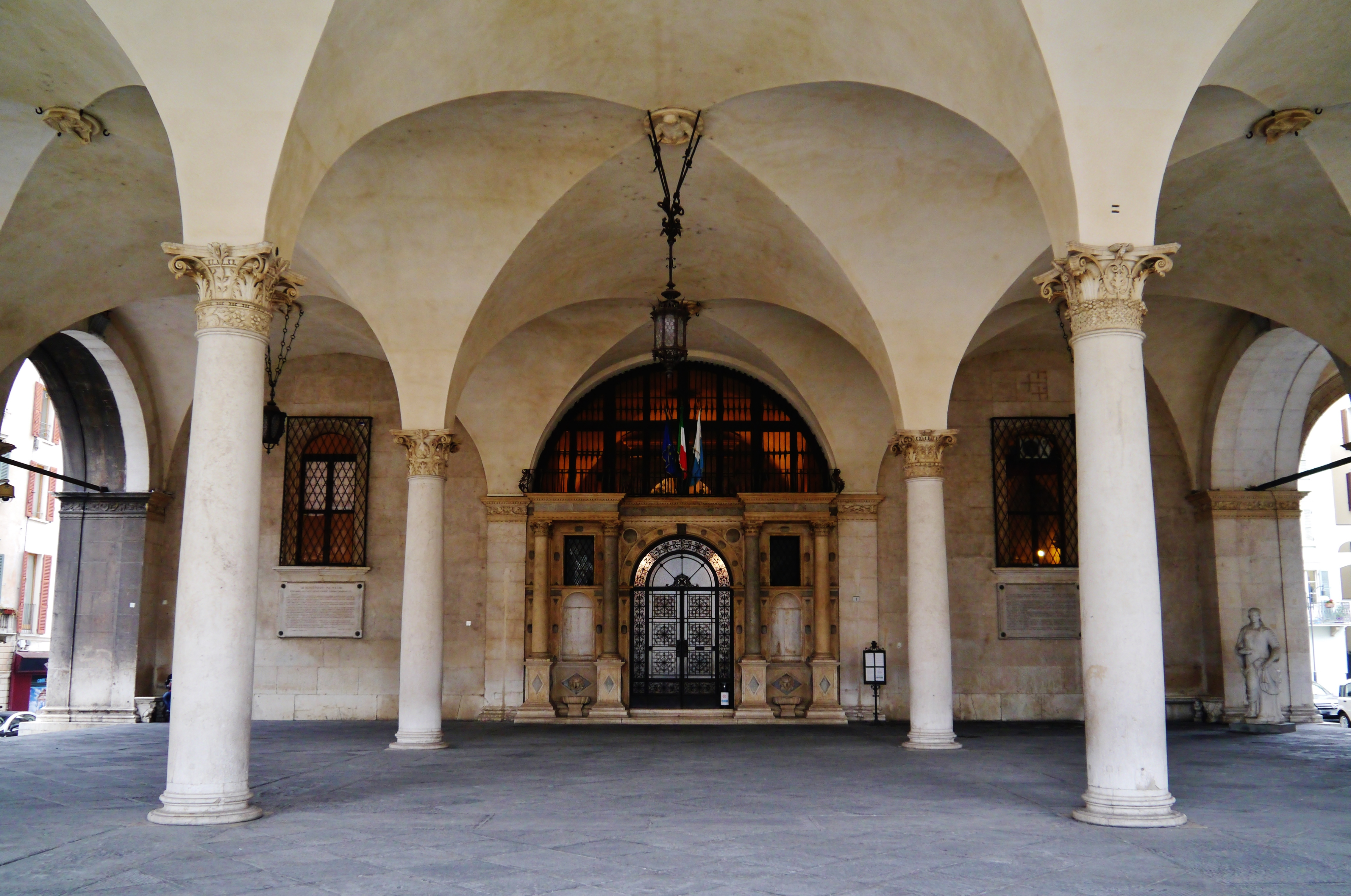
Il portico e le volte del palazzo rinascimentale. Nell'immagine risultano visibili le stesse chiavi di volta realizzate dal Cairano.

Attorno al 1497, mentre prosegue a intervalli regolari la consegna dei Cesari, Gasparo esegue in collaborazione con la sua bottega anche le cinque chiavi di volta per il portico del palazzo, raffiguranti Sant'Apollonio, San Faustino, San Giovita, la Giustizia e la Fede. Tra il 1499 e il 1500 vengono consegnati i due grandi Trofei posti agli angoli dell'ordine superiore del palazzo, sul fronte rivolto alla piazza, mentre tra il 1493 e il 1505 Cairano partecipa al compimento delle varie protomi leonine, dei capitelli, delle candelabre e dei fregi sullo stesso ordine. L'impronta lasciata dall'artista alla produzione del cantiere risulta evidentissima e influenza in generale tutte le opere decorative scultoree eseguite per il palazzo in quegli anni.
Il monopolio dei Cesari viene interrotto solamente durante una breve estemporanea del Tamagnino a Brescia, reclutato nel cantiere della Loggia probabilmente per la fama acquisita nei lavori alla certosa di Pavia, tra la fine del 1499 e l'inizio del 1500. Lo scultore esegue sei Cesari e diverso altro materiale lapideo, senza tuttavia ottenere alcuna affermazione in un panorama artistico sempre più egemonizzato da Cairano: il Tamagnino, ulteriormente scornato da un freddo riconoscimento delle sue capacità nei confronti dell'avversario, abbandona infine il cantiere e la città, probabilmente senza farvi più ritorno.

### Il ritorno alla Loggia del Cairano: l'edificio dello scalone

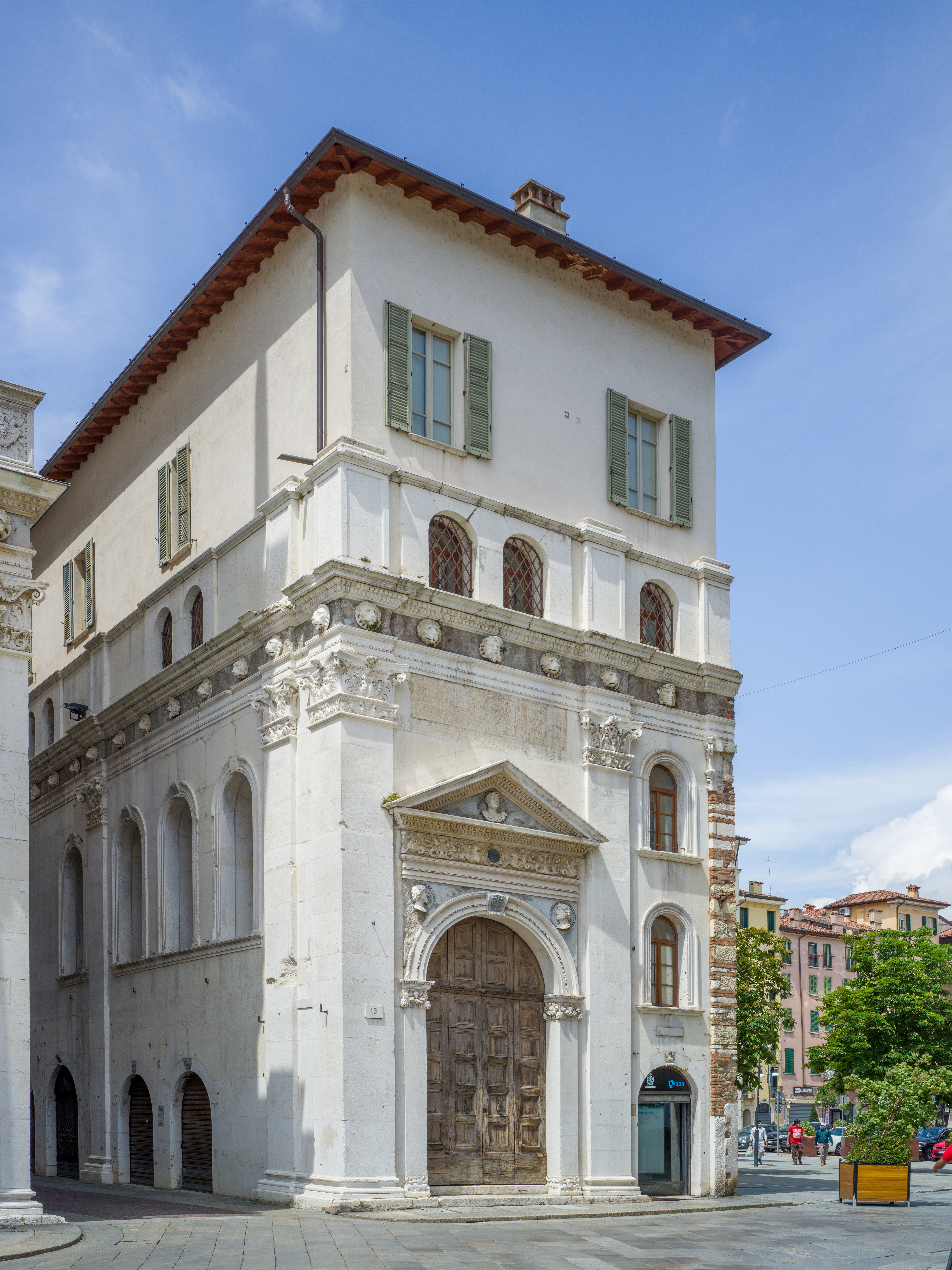
L'edificio e il portale dello scalone della Loggia, realizzato tra il 1503 ed il 1508.

Entro il 1508, o forse entro il 1509, viene compiuto l'edificio a nord della Loggia, contenente lo scalone per accedere al livello superiore del palazzo pubblico. La fabbrica viene concepita come corpo a sé, separato dal palazzo principale da una strada e collegato a quest'ultimo con un cavalcavia coperto, configurazione giunta intatta. L'intervento di Gasparo, che torna quindi alla Loggia dopo almeno cinque anni di importante carriera, si registra nel portale a terra dell'edificio e in alcuni ornamenti sul cavalcavia.
Il portale d'accesso è risolto in modo allo stesso tempo elegante ed eccentrico. Non si ha la presenza degli ordini canonici e l'insieme è concepito come un fantasioso assemblaggio di finti reperti archeologici di reimpiego. Per questo motivo, la critica non ritiene imputabile a Cairano il progetto dell'apparato, che resta comunque una formidabile invenzione altamente rappresentativa della cultura antiquaria dell'epoca. Sicuramente di Gasparo, però, è la mano che ha prodotto le sculture: assieme a figurazioni antropomorfe, delfini e creature fantastiche, già sperimentate nella Loggia, l'artista ricorre ancora all'inserimento di piccoli Cesari, sia sul portale, sia sul cavalcavia, toccando in alcuni le vette più poetiche della sua ritrattistica all'antica.

### Gli anni del sacco di Brescia e l'interruzione della fabbrica del palazzo

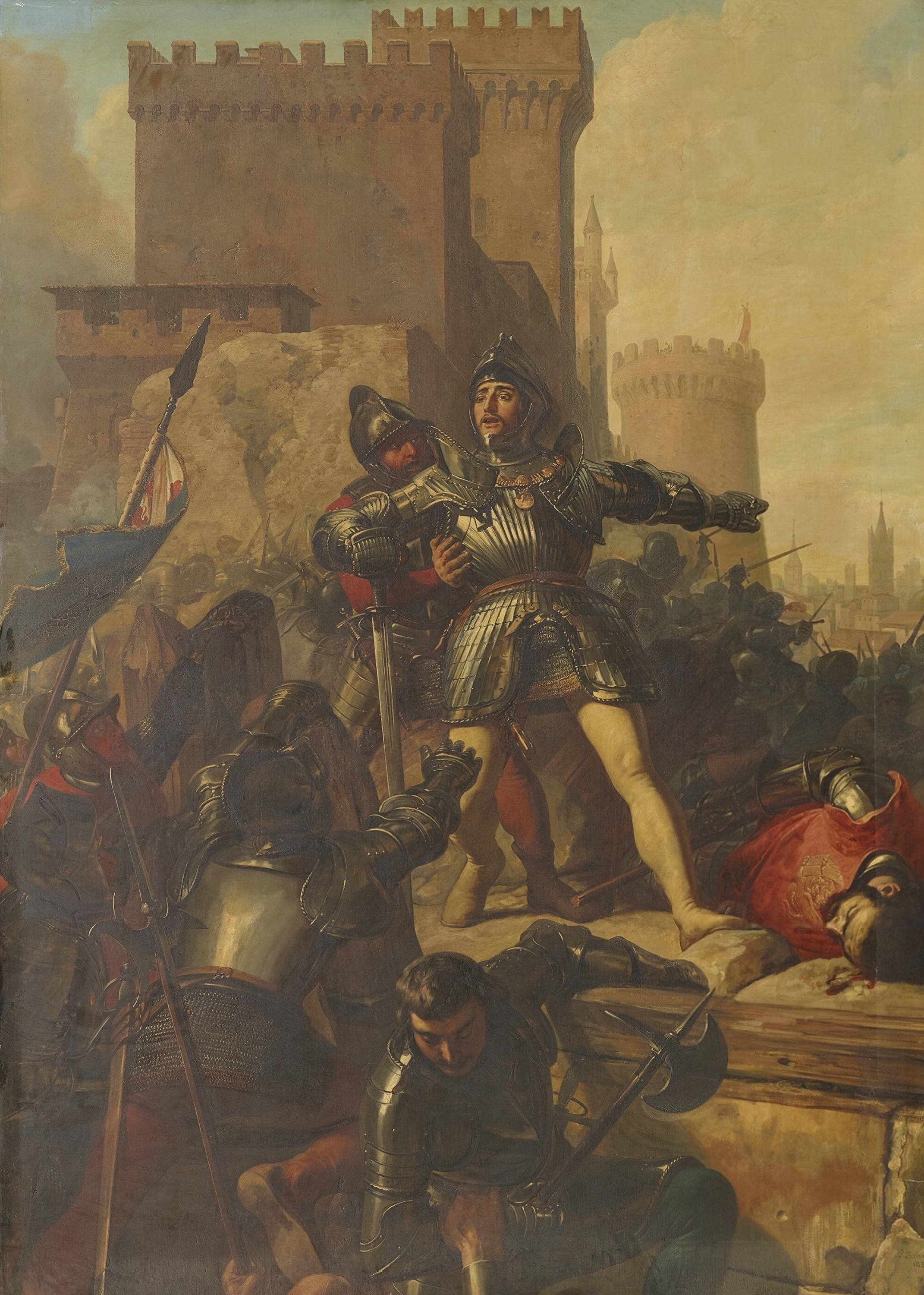
Charles-Philippe Larivière, Presa di Brescia,1836-1837. Pittura a olio, 387×274 cm.

Alla fine del primo decennio del secolo, il clima politico europeo si sta ormai surriscaldando: i fatti della guerra della Lega di Cambrai sono alle porte e le prime incursioni francesi a Brescia sono sintomo di un percorso ormai al tramonto. Entro pochi anni si verifica il terribile sacco di Brescia del 1512 ad opera dei francesi guidati da Gaston de Foix-Nemours che, oltre a gettare in rovina la città, dissolve il mito della cosiddetta Brixia magnipotens, mettendo fine a una vivace stagione di imprese e ai sogni umanistici, fenomeno che interesserà anche il resto della penisola nei decenni successivi.
I grandi cantieri rinascimentali cittadini si interrompono, compreso quello di palazzo della Loggia, il quale ha ancora alla base dei ponteggi molti rilievi del Cairano già predisposti al montaggio sui fronti del secondo livello, tra cui i due Trofei angolari, e che lì rimarranno per un cinquantennio, in attesa della ripresa dei lavori sotto la direzione di Lodovico Beretta appunto nel 1549-1550. Le priorità cittadine mutano radicalmente, dai fasti artistici e culturali al recupero delle basilari funzioni vitali.

### La città dopo il trauma del sacco: ripresa dei cantieri della Loggia
Le autorità municipali bresciane, sullo scorcio della seconda metà del Cinquecento, promossero con decisione una ripresa dei cantieri di palazzo della Loggia, ormai fermo da diversi anni per svariate vicissitudini. In occasione di tale evento fu richiesta tra l'altro la consulenza dell'architetto Andrea Palladio, ben quattro volte in visita a Brescia tra il 1550, il 1562, il 1567 e il 1575.
Lo stesso architetto faceva parte di una cerchia di artisti ed esperti, appartenenti ad un contesto esterno a quello bresciano e per questa ragione appositamente consultati: infatti, le autorità cittadine vollero garantire un apporto originale alla progettazione del palazzo, soprattutto in termini di linguaggio figurativo ed architettonico. Non è un caso, dunque, se furono coinvolti nei lavori della Loggia anche Jacopo Sansovino, Galeazzo Alessi, Giovanni Antonio Rusconi ed il medesimo Tiziano.
Nel 1554 giunse a Brescia Jacopo Sansovino, consultato dalle autorità cittadine circa un eventuale innalzamento del secondo ordine della Loggia. All'epoca, comunque, la direzione del cantiere era stata affidata al capomastro locale Lodovico Beretta, che aveva autorità su tutte le fabbriche pubbliche cittadine e che venne infatti nominato «architectus civitatis», con un compenso annuale di circa 28 scudi.

## Descrizione
La facciata di marmo bianco di Botticino verticalmente si compone di due sezioni architettoniche distinte. Nella sezione inferiore, ultimata nel 1501, sono presenti una serie di colonne e pilastri, intervallati da pennacchi che ospitano a loro volta l'importante ciclo dei trenta Cesari, ventiquattro dei quali scolpiti da Gasparo Cairano, importante esponente della scultura rinascimentale bresciana, e sei dal Tamagnino. Inoltre le grandi arcate del loggiato di pianta quadrata sono aperte su tre lati dell'edificio: lo stesso livello inferiore del palazzo, inoltre, è stato descritto da Giorgio Vasari come «un teatro di colonne grandi, sotto il quale si passeggia». Lo stesso intellettuale inglese Thomas Coryat, in vista a Brescia, ebbe occasione di visitare il palazzo e così ne descrisse l'architettura del primo ordine:
(Thomas Coryat, Crudezze viaggio in Francia e in Italia 1608, a cura di Franco Marenco - Antonio Meo, Longanesi, Milano 1975, p. 352)
Il secondo livello, corrispondente alla fase tardo cinquecentesca del cantiere, ospita grandi lesene adornate che inquadrano finestroni disposti in serie, in corrispondenza di ogni arco del loggiato sottostante, e che ricoprono tutte e quattro le facciate del palazzo.
La copertura è in legno rivestita da lastre di piombo, a forma di carena, aggiunta nel 1914 al posto del soffitto provvisorio ideato nel 1769 dall'architetto Luigi Vanvitelli, per rievocare il soffitto originale; quest'ultimo in origine conteneva, tra l'altro, tre dipinti del Tiziano, bruciati nell'incendio nel 1575 che aveva appunto portato alla distruzione del primo tetto.

### Lo scalone
Al palazzo è stato inoltre aggiunto, negli anni tra il 1503 e il 1508, un edificio posto sul lato settentrionale della costruzione, contenente l'originario scalone per il salone superiore della Loggia. Il portale sulla strada, altra opera di Gasparo Cairano, presenta in sommità una lapide del 1177, proveniente dall'antica basilica di San Pietro de Dom, e che ricorda una condanna per tradimento e spergiuro. In tempi odierni questa costruzione, utilizzata solo per particolari esigenze, si affaccia su largo Formentone, noto come piazza Rovetta.

### Il portico

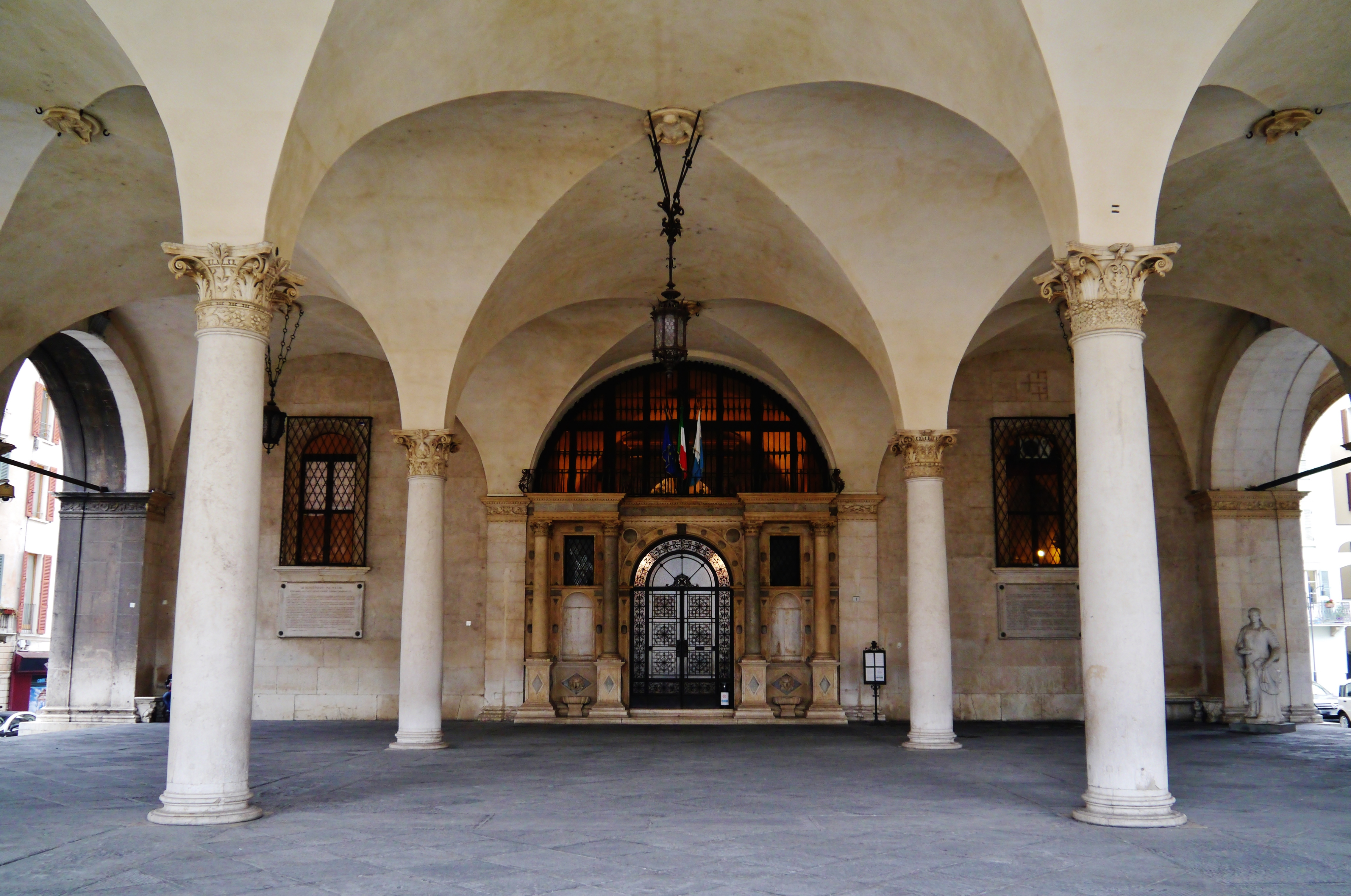
Il portico del palazzo con in piena vista l'ingresso ottocentesco

Il portico alla base del palazzo è coperto da volte a crociera, ornate a loro volta da un ciclo di chiavi di volta eseguito da Gasparo Cairano e aiuti tra il 1497 circa e il 1502. Entrando nell'ingresso si nota chiaramente il portale progettato da Stefano Lamberti nel 1552 affiancato da colonne e da due fontanelle in marmo di Botticino per opera di Nicolò da Grado, che introduce alla scala rinascimentale progettata da Antonio Tagliaferri nel 1876, che venne poi adornata nei primi del Novecento da pittori come Arturo Castelli che dipinse la Brescia armata nel soffitto sopra lo scalone, Cesare Bertolotti  che dipinse Mercurio e Venere sulla lunetta sulla parete sinistra dello scalone, e Gaetano Cresseri a cui si deve la Roma vincitrice nel soffitto dell'atrio.
Sotto il porticato, dal novembre 2011 è nuovamente esposta la Lodoiga, antica "statua parlante" di Brescia dalla storia singolare e controversa.

### Il salone Vanvitelliano
Al piano superiore si accede al vasto salone ottagonale progettato da Luigi Vanvitelli, e per questo chiamato anche "Salone Vanvitelliano": la sala presenta un soffitto in legno sorretto da otto colonne in mattoni poste rispettivamente ai quattro angoli dell'ambiente, poggianti su altrettanti basamenti marmorei. Il salone presenta al suo ingresso una lunetta contenente l'affresco della cosiddetta Officina di Vulcano, opera del Cresseri, così come altri dipinti al primo piano come il Ritrovamento della Vittoria Alata, e Fanciulli danzanti, quest'ultimo posto nella segreteria.